# 喀斯特高原
45°42′N 13°52′E / 45.700°N 13.867°E

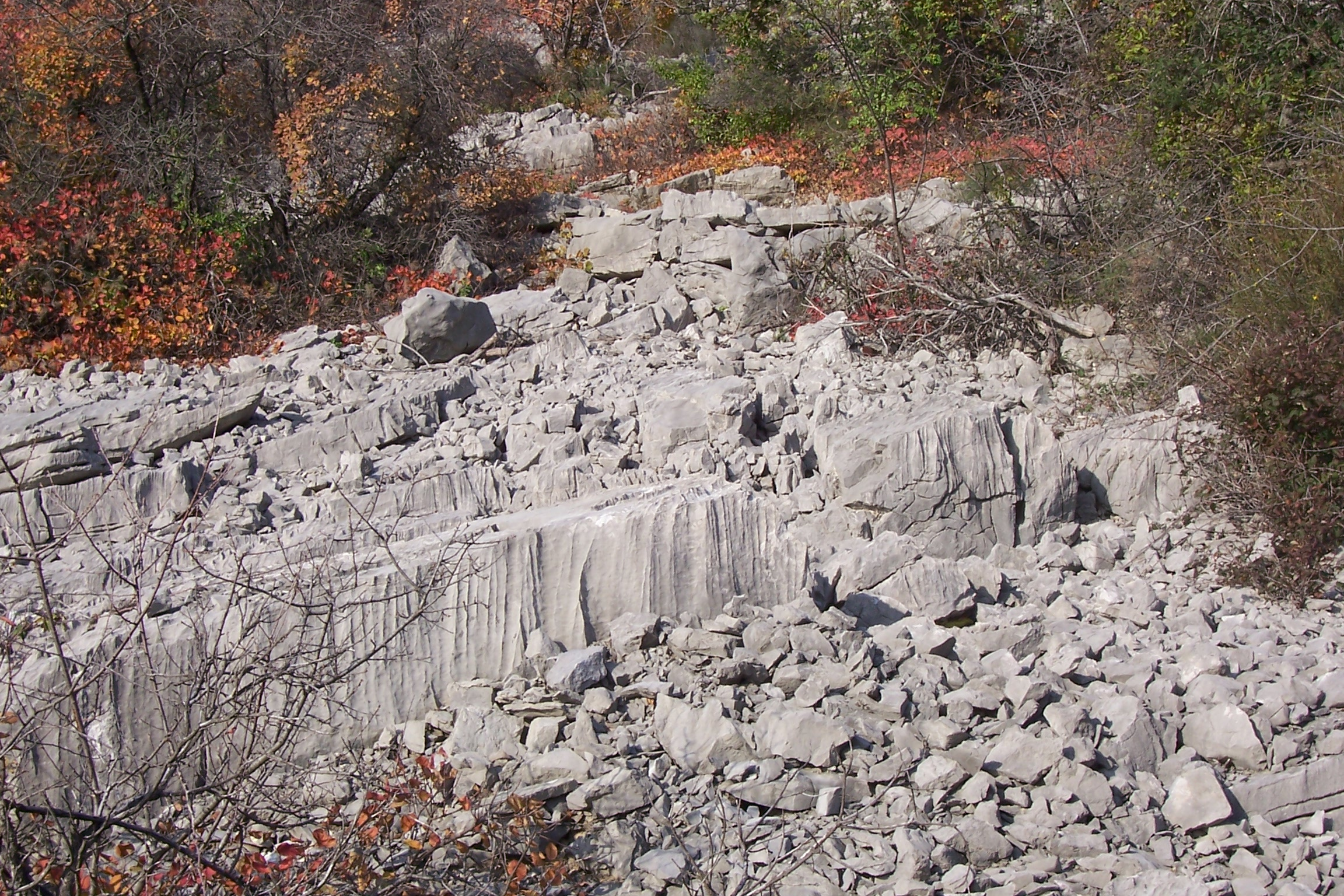
義大利部分的喀斯特

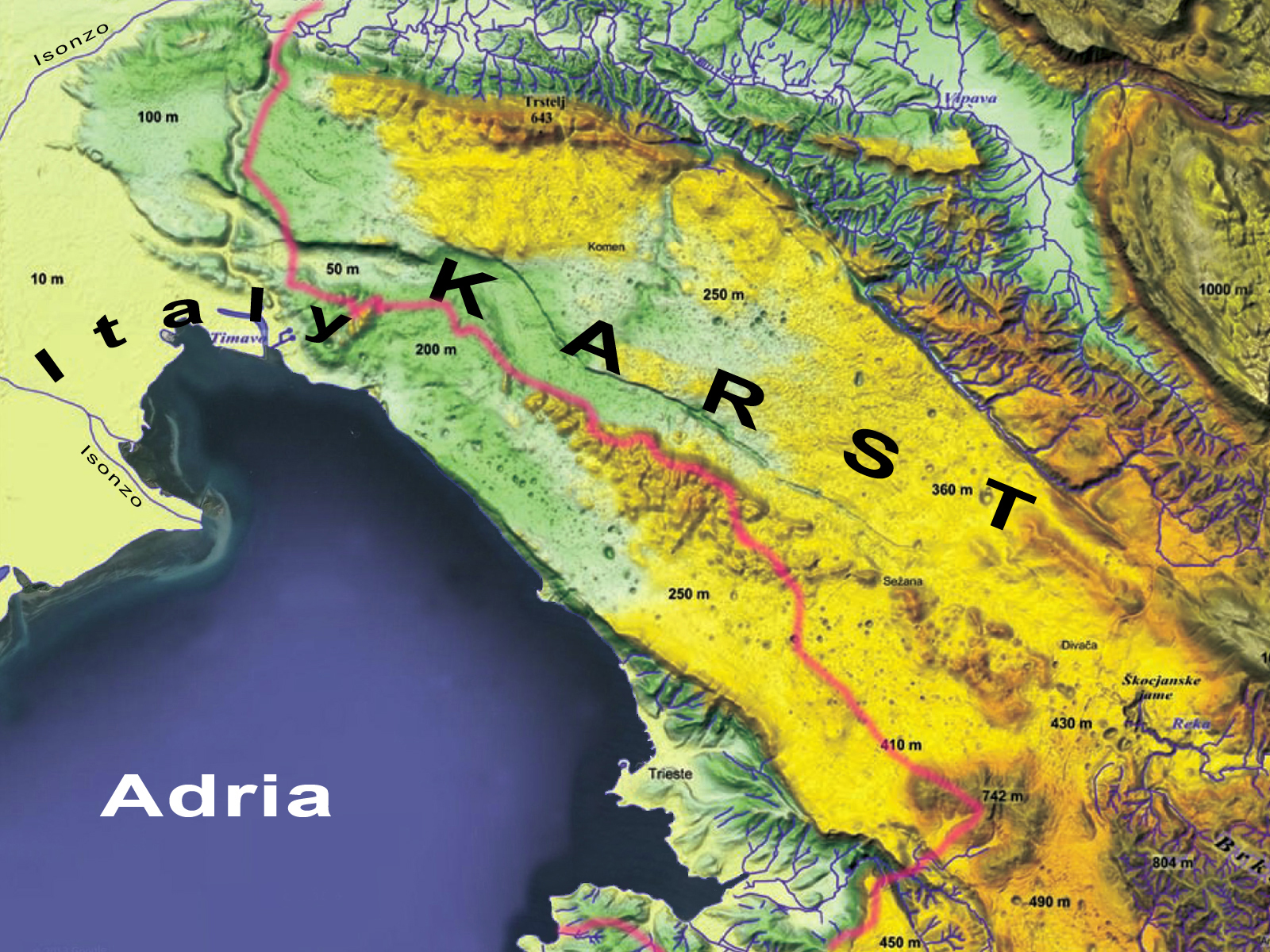
喀斯特区域

喀斯特（德語：Karst，克拉斯，卡尔索）是一個位於斯洛維尼亞西南部，並延伸至義大利東北部的高原地區。中文常見的譯名，是來自其德語名稱。
此地區盛產石灰岩，也具有典型的石灰岩地貌，世界各地與此地相似的石灰岩地形因此命名為喀斯特地形。

## 外部連結
- PR Office of the Slovenian Government - Kras and Karst
- The Kras and Brkini Region（页面存档备份，存于）